# OVK POŠK Split (žene)
Ženska vaterpolska sekcija pri OVK POŠK iz Splita utemeljena je 2017. godine. 
Većina igračica je došla u klub iz postojećeg kluba "Bura" (koja je od 2000. pa do 2003. bila dio POŠK-a).
 
 
Klub u natjecanjima koristi nazive POŠK, OVK POŠK, OVK POŠK Suzuki. Klub se natječe u Prvenstvu Hrvatske i Hrvatskom kupu. 

## Uspjesi
Prvenstvo Hrvatske
- doprvakinje: 2018., 2019.

Kup Hrvatske
- finalistice: 2017., 2018.

Prvenstvo Hrvatske za juniorke
- prvakinje: 2017.

## Poznati treneri
- Dragan Matutinović

## Vanjske poveznice
- OVK POŠK Suzuki ŽENE, facebook stranica
- localgymsandfitness.com, OVK POŠK Suzuki ŽENE
- furkisport.hr/hvs, OVK POŠK[neaktivna poveznica]